# Konwencja westminsterska
Konwencja westminsterska – tajne porozumienie zawarte pomiędzy Wielką Brytanią a Prusami 16 stycznia 1756 roku. Fryderyk II zobowiązał się, że w razie ewentualnej wojny angielsko-francuskiej nie zaatakuje hanowerskich posiadłości Korony Brytyjskiej, Jerzy II natomiast zagwarantował, iż nie dopuści by opłacane przez Wielką Brytanię rosyjskie wojska były użyte przeciwko Prusom. Miało to wyeliminować Rosję jako sojusznika Austrii w razie wybuchu konfliktu zbrojnego pomiędzy nią a Prusami. Inicjatorem konwencji był Fryderyk II, który odchodząc od tradycyjnego sojuszu Prus z Francją na skutek jej coraz bardziej niepewnej polityki wobec tlącego się konfliktu austriacko-pruskiego o Śląsk, szukał porozumienia z Anglią. Jednocześnie, starał się nie zrywać sojuszu z Ludwikiem XV. Decyzja Fryderyka, pochopnie odczytana w Wersalu za sprzyjanie Wielkiej Brytanii, pchnęła wprost Francję do zawarcia sojuszu z Austrią. Układ ten wywołał efekt domina, będąc jedną z przyczyn odwrócenia przymierzy.